# 23884 Каренгарві
23884 Каренгарві (23884 Karenharvey) — астероїд головного поясу, відкритий 20 вересня 1998 року.
Тіссеранів параметр щодо Юпітера — 3,386.